# Copa do Mundo FIFA de Futebol de Areia de 2019
A Copa do Mundo FIFA de Futebol de Areia de 2019 foi a 20ª edição da principal competição da modalidade, sendo a décima organizada pela Federação Internacional de Futebol (FIFA). O evento foi realizado na sede do Comitê Olímpico Paraguaio, em Luque, na Grande Assunção, Paraguai, entre 21 de novembro e 1 de dezembro.
Quatro anos após conquistar o título em casa, Portugal voltou a vencer o mundial com uma vitória sobre a Itália por 6–4. Foi o segundo título conquistado sob a chancela da FIFA, somando-se a conquista de 2001 ainda com organização da Beach Soccer Worldwide.

## Equipes participantes
Além do Paraguai, classificado previamente como país sede, outras 15 equipes foram apuradas para a competição:
| Confederação                                  | Torneio qualificatório               | Classificado(s)                           |
| --------------------------------------------- | ------------------------------------ | ----------------------------------------- |
| AFC (Ásia)                                    | Campeonato Asiático de 2019          | Japão Emirados Árabes Unidos Omã          |
| CAF (África)                                  | Campeonato Africano de 2018          | Senegal Nigéria                           |
| CONCACAF (América do Norte, Central e Caribe) | Campeonato da CONCACAF de 2019       | México Estados Unidos                     |
| CONMEBOL (América do Sul)                     | Eliminatórias sul-americanas de 2019 | Brasil Uruguai                            |
| OFC (Oceania)                                 | Campeonato da Oceania de 2019        | Taiti                                     |
| UEFA (Europa)                                 | Eliminatórias europeias de 2019      | Rússia Itália Bielorrússia Suíça Portugal |
| Anfitrião                                     | Anfitrião                            | Paraguai                                  |

## Sede
| Estádio Mundialista "Los Pynandi" |
| Capacidade: 3 150                 |

## Árbitros
Esta é a lista de árbitros que atuaram na Copa do Mundo de Futebol de Areia de 2019: